# Katmandu (dystrykt)

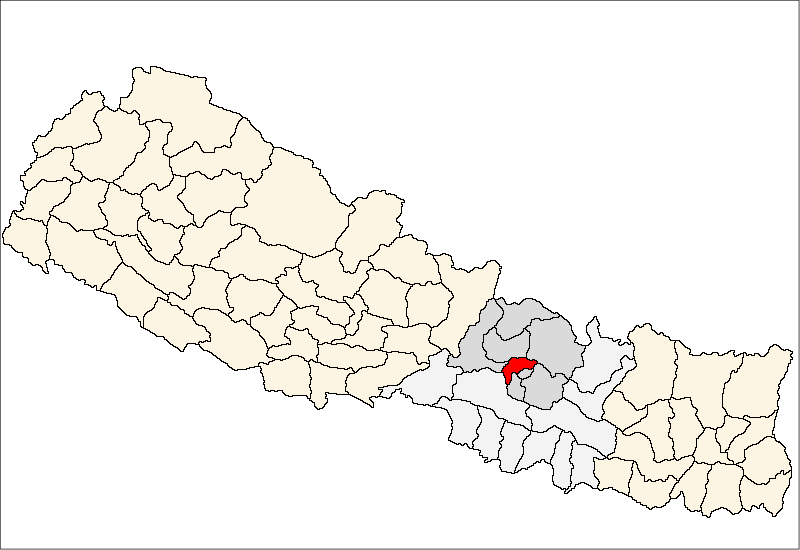
Dystrykt Kathmandu

Dystrykt Kathmandu (nep. काठमाण्डौ) – jeden z siedemdziesięciu pięciu dystryktów Nepalu. Leży w strefie Bagmati. Dystrykt ten zajmuje powierzchnię 395 km², w 2001 r. zamieszkiwało go 1 081 845 ludzi. Stolicą jest Katmandu. Jest to najgęściej zaludniony dystrykt w Nepalu.